# 거스 저니얼
거스 에드워드 저니얼(Gus Edward Zernial, 1923년 6월 27일 ~ 2011년 1월 20일)은 전 메이저 리그 베이스볼 좌익수로, "새로운 조 다마지오"라고 알려졌다.